# Kurdějov
Kurdějov (in tedesco Gurdau) è un comune della Repubblica Ceca facente parte del distretto di Břeclav, in Moravia Meridionale.